# (11145) Emanuelli
(11145) Emanuelli (1997 QH1) – planetoida z grupy pasa głównego asteroid okrążająca Słońce w ciągu 3,28 lat w średniej odległości 2,21 j.a. Odkryta 29 sierpnia 1997 roku.